# Anna Langfus
Anna Langfus (născută Anna-Regina Szternfinkiel; n. 2 ianuarie 1920, Lublin, Polonia – d. 12 mai 1966, Paris, Franța) a fost o scriitoare polonezo-franceză. A fost, de asemenea, o supraviețuitoare a Holocaustului. A câștigat Premiul Goncourt pentru Les bagages de sable („Saci de nisip”), despre un supraviețuitor al lagărului de concentrare.

## Viața timpurie și cariera
Născută Anna-Regina Szternfinkiel la 2 ianuarie 1920, la Lublin, a fost singurul copil al unor părinți evrei polonezi. Când a împlinit 17 ani, s-a căsătorit cu Jakub Rajs, iar în 1938 au călătorit în Belgia pentru a urma cursurile Școlii Politehnice din Verviers. Intenționau să devină ingineri în industria textilă pentru a putea administra fabrica părinților ei. În 1939, au călătorit înapoi în Polonia pentru o vacanță, dar în curând a fost ocupată . Cuplul și părinții lor au fost trimiși cu forța în ghetoul din Lublin și apoi în ghetoul din Varșovia. A scăpat din ghetoul din Varșovia împreună cu soțul ei, iar aceștia au supraviețuit folosind identități false, alăturându-se mai târziu Rezistenței poloneze. Au fost arestați și torturați de Gestapo, care l-a ucis prin împușcare pe Jakub Rajs. Ea a fost trimisă în mai multe închisori și lagăre de muncă, în timp ce părinții ei au fost uciși într-un lagăr de exterminare nazist. A fost ținută într-o închisoare politică din Schröttersburg (Płock) până când țara a fost eliberată în martie 1945.
Din 1946 până în 1947, după ce s-a mutat în Franța, a fost profesoară de matematică la un orfelinat evreiesc de lângă Paris. După ce s-a căsătorit în ianuarie 1948 cu Aron Langfus, care a absolvit Institutul Politehnic din Praga ca inginer, cei doi au avut o fiică, Maria, în 1948.

## Cariera literară și decesul
Langfus a urmat un curs care a influențat-o să scrie piese pentru teatru. A început să scrie în franceză în anii 1950, iar prima sa piesă Les Lepreux (Leproșii), scrisă în 1952 și jucată în 1956, este nepublicată.
Romanele lui Langfus tratează „războiul, distrugerile și pierderile de după Holocaust”, cu propriile experiențe de viață împletite în ficțiune. Romanul ei din 1960 Le Sel et le Soufre (Sarea și suferința) este despre războiul din Polonia, despre distrugerea ghetoului din Lublin și despre uciderea familiei personajului principal. Personajul principal al romanului este Maria, o tânără care evadează împreună cu soțul ei. Soțul Mariei a fost asasinat, iar mai târziu se va afla în închisoare și va fi torturată. Romanul din 1962 Les bagages de sable (Saci de nisip), o continuare a romanului din 1960, o are ca personaj principal tot pe Maria. Acest roman a câștigat Premiul Goncourt în 1962. În roman, Maria călătorește de la Paris în Polonia pentru a putea „învia”, dar are de-a face cu multă disperare din cauza gândurilor legate de rudele sale moarte. Al treilea și ultimul roman al lui Langfus, Saute, Barbara (Sari, Barbara), a fost publicat în 1965 și urmărește un polonez care evadează din Germania cu o fată răpită pe care o numește Barbara. Langfus a folosit un narator masculin în Saute, Barbara, ca o încercare de a distanța romanul de viața ei personală.
Langfus a murit la 12 mai 1966, în urma unui accident vascular cerebral, la vârsta de 46 de ani, în timp ce scria un alt roman. A murit la Sarcelles, o suburbie a Parisului.